# Cadillac Fleetwood 75
Der Cadillac Fleetwood 75 ist eine Repräsentationslimousine, die der General-Motors-Konzern unter der Marke Cadillac in den Modelljahren 1985 und 1986 vor allem auf nordamerikanischen Märkten verkaufte. Das Auto basiert auf dem zeitgenössischen Fleetwood und hat auch dessen Frontantriebstechnik. Der Umbau des serienmäßigen Zweitürers zum Fleetwood 75 erfolgte bei Hess & Eisenhardt.

## Entstehungsgeschichte
Cadillac hatte seit den 1930er-Jahren regelmäßig Langversionen seiner großen Viertürer im Programm, die als Repräsentationsfahrzeuge bzw. Staatskarossen dienten. Bis 1976 wurden diese im angloamerikanischen Sprachgebrauch Limousinen genannten Autos unter der Bezeichnung Series 75 verkauft; zuletzt basierten sie auf dem jeweiligen Sixty Special und hatten einen längeren Radstand und ein erhöhtes Dach. Mit dem Modelljahr 1977 gab Cadillac die Bezeichnungen Sixty Special und Series 75 auf. Der Standard-Viertürer wurde daraufhin als Cadillac Fleetwood Brougham verkauft, die verlängerte Version hieß ab 1977 Fleetwood Limousine.
Zum Modelljahr 1985 vollzog Cadillac ein Downsizing seiner Standard-Modelle und damit verbunden eine technische Neuausrichtung. Die neuen großen Cadillacs waren mehr als 600 mm kürzer als die alten Modelle von 1977 und erhielten Frontantrieb mit vorn quer eingebauten Motoren. Technische Grundlage war die neu Konstruierte C-Plattform. Die Autos wurden in der Basisversion unter der Bezeichnung DeVille und in der besser ausgestatteten Variante als Fleetwood (letzterer ohne die Zusatzbezeichnung „Brougham“) verkauft.
Wie bisher, leitete Cadillac auch von den neuen Frontantriebsmodellen eine verlängerte Repräsentationsversion ab. Sie erhielt in Anlehnung an die bis 1976 übliche Praxis die Modellbezeichnung Fleetwood 75 und erschien zeitlich mit den kurzen Standardmodellen. Die Autos wurden werksseitig angeboten und über die Cadillac-Händler vertrieben. Der Verkauf lief schleppend. Deshalb stellte Cadillac die werksseitige Produktion mit Ablauf des Modelljahrs 1986 ein. Allerdings bauten auch danach noch zahlreiche unabhängige Karosseriehersteller, unter ihnen Hess & Eisenhardt, auf Kundenbestellung verlängerte Versionen des Fleetwood.

## Modellbeschreibung

### Technik
Technische Basis des Fleetwood 75 ist die für das Modelljahr 1985 neu konstruierte C-Plattform. Der Aufbau ist selbsttragend. Der Motor ist vorn quer eingebaut und treibt die Vorderräder an. Die einzige verfügbare Motorisierung war ein vorn quer eingebauter Achtzylinder-V-Ottomotor aus Cadillacs HT-Reihe mit 4087 cm³ (249 cui) Hubraum (HT 4100), deren Leistung mit 101 kW (135 PS) angegeben wurde. Den Dieselmotor, der 1985 im regulären Fleetwood wahlweise erhältlich war, gab es in der langen Limousine nicht. Die Kraftübertragung übernimmt eine Viergangautomatik (Typ GM 440-T4), die über einen Stock an der Lenksäule zu bedienen ist.

### Karosserie

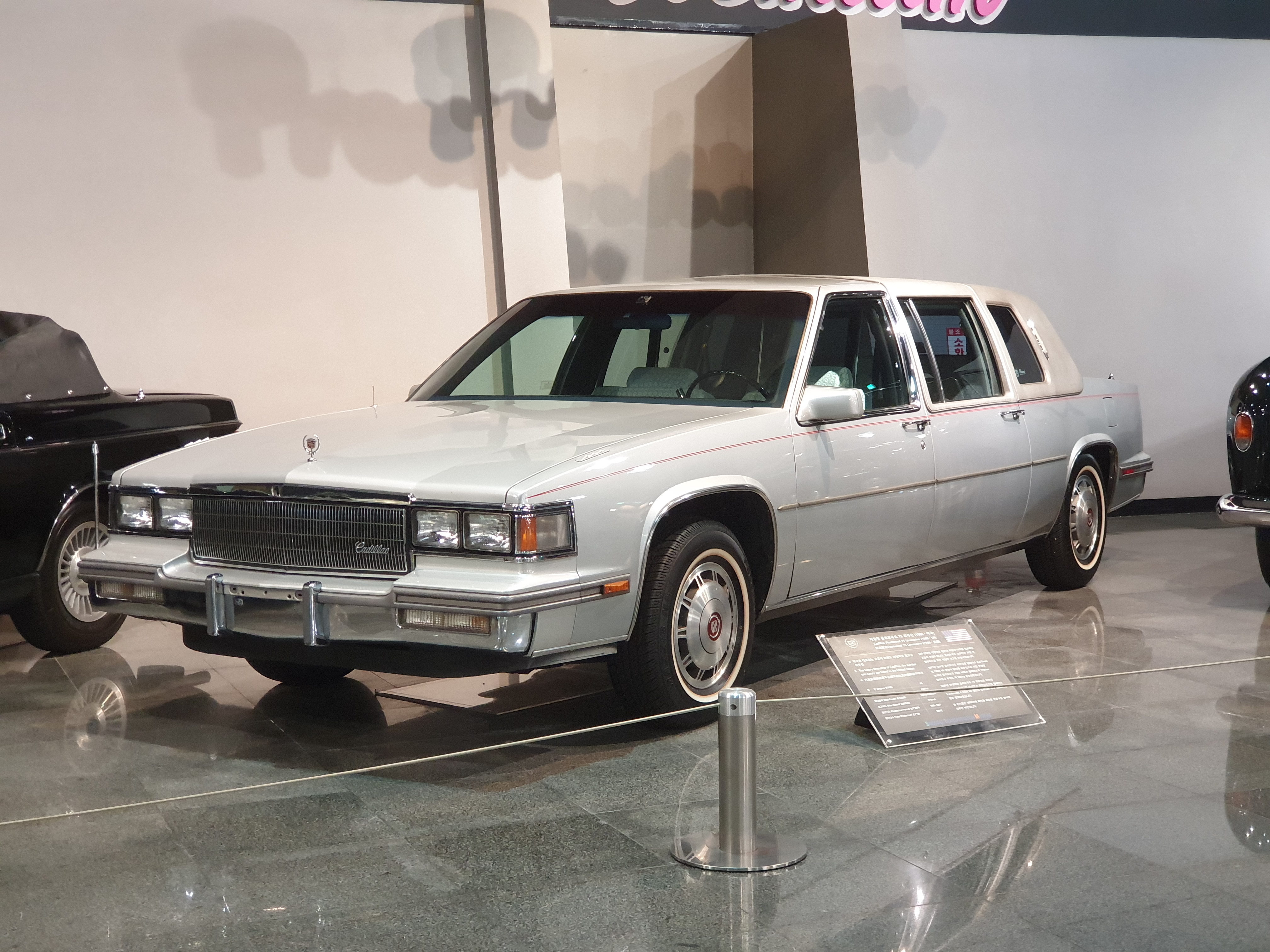
Cadillac Fleetwood 75 (1986)

Technisch baut der Fleetwood 75 auf dem zweitürigen Fleetwood Coupé auf, von dem die Front- und Heckpartie sowie die Verglasung und die hinteren Kotflügel übernommen wurden. Die vorderen Türen stammen vom viertürigen Fleetwood Sedan. Der Radstand des Serien-Fleetwood wurde um 600 mm auf 3414 mm verlängert. Die hinteren Türen wurden speziell für dieses Modell konstruiert, die hinteren Kotflügel entsprechen dagegen dem regulären Fleetwood Coupé. Die Dachlinie wurde geringfügig erhöht. In der C-Säule befindet sich ein Opera window, daneben ist eine seitliche Leuchte angebracht. Die Dachgestaltung folgt dem als Formal Cabriolet Roof Treatment bezeichneten Konzept, das auch bei den kurzen Versionen erhältlich war: Ein Vinylüberzug umspannt die C-Säule und umrahmt außerdem die hinteren Seitenfenster sowie die Fenster der hinteren Türen.
Der Fleetwood 75 war als Siebensitzer mit einer Trennwand zwischen Fahrer- und Passagierraum und wahlweise auch als Achtsitzer ohne Trennwand erhältlich.

## Produktion
Die Produktion des Fleetwood 75 war auf den unabhängigen Karosseriehersteller Hess & Eisenhardt in Madison Heights, Michigan, ausgelagert. Hess & Eisenhardt bekam ab Werk serienmäßige Fleetwood Coupés, die dann auseinandergeschnitten und verlängert wurden.